# Roger Beaussart
Henri Roger Marie Beaussart, né le 15 juillet 1879 à Épinal et mort le 29 février 1952 à Paris, est un prélat français, évêque auxiliaire de Paris de 1935 à 1945 après avoir dirigé le collège Stanislas de 1928 à 1932.

## Biographie

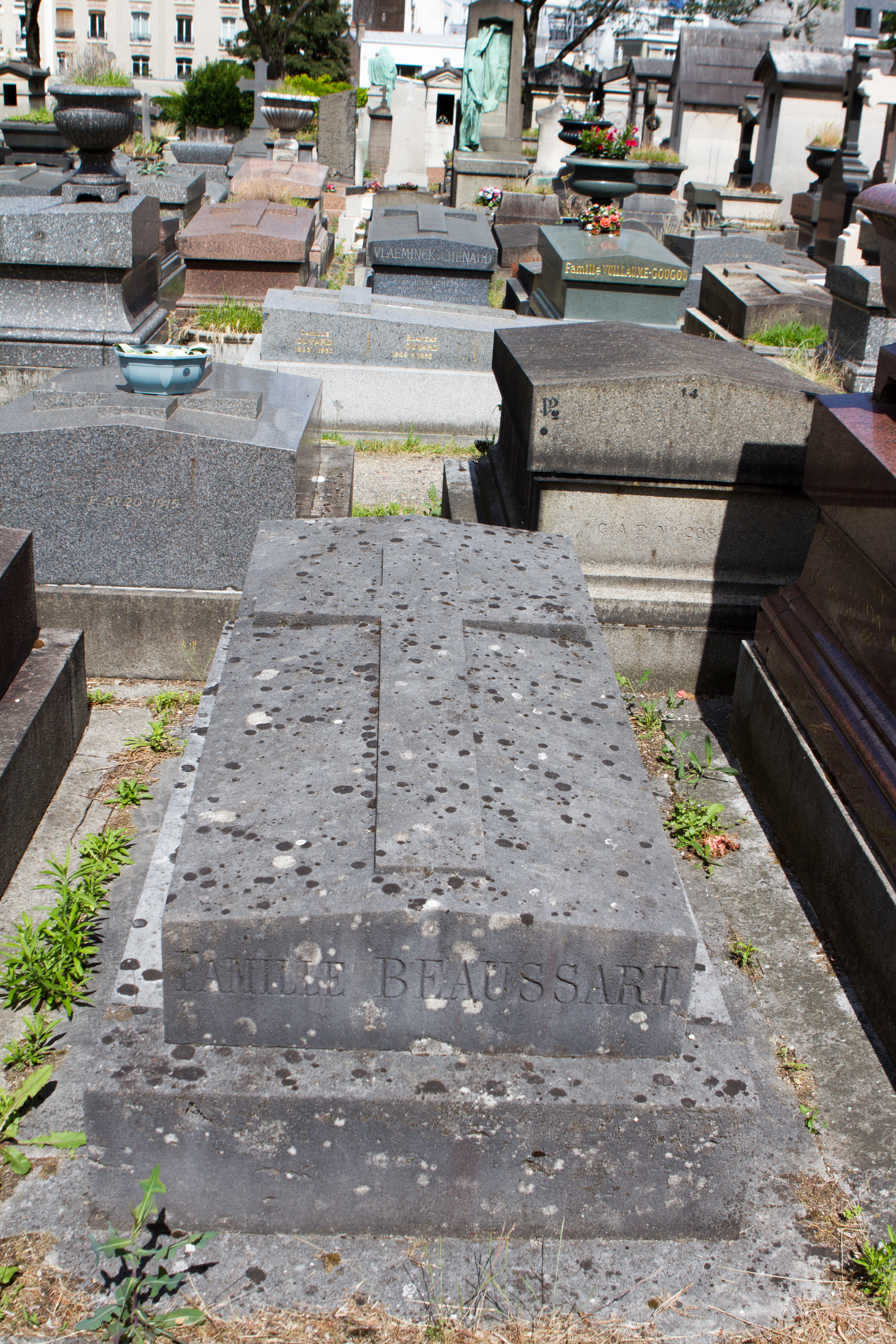
Sépulture au cimetière du Père-Lachaise.

Roger Beaussart est né le 15 juillet 1879 à Épinal (Vosges). Il est le fils de Léon Beaussart, rédacteur en chef du journal conservateur Le Vosgien et de Louise Chateignier.
Il est élève de la maîtrise de Notre-Dame avant d'être ordonné prêtre pour le diocèse de Paris le 19 décembre 1903. Il remplit alors pendant 22 ans les fonctions de sous-préfet puis de préfet de philosophie au collège Stanislas. Il devient ensuite premier aumônier de l'établissement en 1913 puis est mis au service de l'hôpital auxiliaire installé dans les bâtiments pendant la Première Guerre mondiale. À l'aumônerie du collège Stanislas, il anime un noyau très dynamique de spiritualité néothomiste, qu'il désigne avec ironie du nom de « soviet », et au sein duquel plusieurs vocations religieuses écloront, dont celles des frères Louis et Henri Dubarle et Marie-Humbert Vicaire. Ses enseignements seront prégnants chez d'autres élèves, comme chez le tertiaire dominicain Jean Riondet. En 1925, l'abbé Beaussart est nommé curé de Saint-Jacques-du-Haut-Pas puis retourne au collège Stanislas pour en devenir directeur (1928-1932) tout en présidant l'Alliance des maisons d'éducation chrétienne. Il devient ensuite vicaire général, archidiacre de Saint-Denis avant de devenir évêque auxiliaire en 1935. Depuis l'époque du collège Stanislas, il est proche de Raïssa et Jacques Maritain et de Vladimir Ghika, avec lesquels il participe à la fondation du Groupe d'études thomistes (1925).
D'après Michèle Cointet, Beaussart s'est illustré avant la Seconde Guerre mondiale dans des missions diplomatiques officieuses : attaché à un rapprochement entre la papauté et le Reich, il rencontre Papen, ambassadeur à Vienne, en 1938. En 1939, il est envoyé par le gouvernement français en Espagne afin de renouer avec Franco et l'épiscopat espagnol. Il est également chargé de diverses missions en Hongrie et en Roumanie.
Évêque auxiliaire de Paris de 1935 à 1945, il est élu vicaire capitulaire en 1940 à la mort du cardinal Jean Verdier et en 1949 à la mort du cardinal Emmanuel Suhard, ce qui lui vaut de conduire le 19 mai 1940 une procession patriotique à Notre-Dame de Paris devant le chef du gouvernement et de nombreux membres du gouvernement. Il est nommé membre de la commission de la jeunesse du Conseil national et se voit mandaté par l’Assemblée des cardinaux et archevêques de France pour s'opposer au projet de mouvement de jeunesse unique, puis désigné par Emmanuel Suhard, archevêque de Paris, pour le remplacer au Conseil national. En mai 1943, il se propose d'aller au Vatican, où il se fait fort de reprendre son œuvre de rapprochement entre la Curie et les Allemands.
À la Libération de Paris, en août 1944, il représente le cardinal Suhard, auprès des nouvelles autorités, car ce dernier, qui avait donné l'absoute lors des obsèques de Philippe Henriot, était persona non grata auprès du général de Gaulle.
Roger Beaussart figure dans la liste des douze évêques suspects établie par le Comité français de libération nationale en septembre 1943, mais n'y figure plus en juillet 1944. À la suite d'un accord entre Pie XII et le général de Gaulle, il fait partie des quatre évêques de France destitués à la fin de la Seconde Guerre mondiale, avec Henri-Édouard Dutoit, évêque d'Arras, François-Louis Auvity, évêque de Mende, et Florent du Bois de La Villerabel, archevêque d'Aix-en-Provence. Il présente finalement sa démission en juillet 1945.
Roger Beaussart meurt le 29 février 1952 à Paris. Ses funérailles sont organisées à la cathédrale Notre-Dame de Paris. Il est inhumé le 5 mars au cimetière du Père-Lachaise (82e division).